# Pityohyphantes kamela
Pityohyphantes kamela là một loài nhện trong họ Linyphiidae.
Loài này thuộc chi Pityohyphantes. Pityohyphantes kamela được Ralph Vary Chamberlin & Wilton Ivie miêu tả năm 1943.